# Erik Gabrielsson Oxenstierna
Erik Gabrielsson Oxenstierna (* um 1546; † 5. Juni 1594) war ein schwedischer Gouverneur in Estland.

## Leben

### Herkunft und Familie
Erik Gabrielsson war Angehöriger des mächtigen schwedischen Adelsgeschlechts Oxenstierna, das diesen Namen nach dem geführten Stammwappen jedoch erst nach 1500 annahm. Seine Eltern waren der Reichsrat Gabriel Kristiernsson Oxenstierna († 1585) und Beata Eriksdotter Trolle († 1591). Er vermählte sich 1575 mit Bengta Gera. Aus der Ehe sind 10 Kinder hervorgegangen.

### Werdegang
Oxenstierna war seit 1656 bei Prinzessin Cäcilie Wasa bedienstet und folgte ihr in dieser Stellung bis nach Rodemachern. Am 28. August 1573 wurde er Kriegskommissar in Livland. 1574 war er Mitglied des Strafgerichts gegen den Verschwörer Charles de Mornay († 1574). Am 22. Juli 1580 wurde er Kommandeur der Festung Reval und war vom 15. Juni 1590 bis 7. Juli 1592 Gouverneur in Reval und über Estland. Im Januar 1593 wurde er für Herzog Karl nach Enköping geschickt, der der Stadt auch späterhin als König ein großer Förderer war. Von König Sigismund III. Wasa, dem Widersacher von Herzog Karl, erfuhr er wegen seiner Beharrlichkeit in der lutherischen Lehre Verachtung.
Oxenstierna war Freiherr (schwedisch friherre) von Lindö im Kirchspiel St. Johannes, Östergötland, im Björnö im Kirchspiel Frötuna und von Årsta im Kirchspiel Brännkyrka, beide Uppland, sowie Erbherr auf Eka im Kirchspiel Lillkyrka, Grafschaft Uppsala. In der Kirche von Lillkyrka wurde er auch beigesetzt.